# یواس‌اس کراون (تی‌تی-۳۸۲)
یواس‌اس کراون (تی‌تی-۳۸۲) (به انگلیسی: USS Craven (DD-382)) یک کشتی بود که طول آن ۳۴۰ فوت ۱۰ اینچ (۱۰۳٫۸۹ متر) بود. این کشتی در سال ۱۹۳۷ ساخته شد.